# Hagymássy János
Cseleji Hagymássy János (Abaújvár, 1754. – Szatmár, 1813. március 13.) egri egyházmegyei katolikus pap.

## Élete
Tanult Kassán és Egerben; 19 éves korában kispap lett és 1779-ben miséspappá ordinálták. Plébános volt Szuhogyon, Tardon és végül a szatmármegyei Nagymajtényban.

## Munkái
- Divus Joannes apostolus, aquila elevata, sermone panegyrico laudatus. Agriae, 1775.
- Synthema in diem festivum nominis ill. ac rev. dni Stephani e liberis baronibus Fischer de Nagy-Szalatnya... episcopi Szatmariensis... filiali cum gratitudine oblatum nomine totius venerabilis districtus Nagy-Karoliensis, vero praesuli vota offerentis. Magno-Varadini, 1804. (Névtelenül. Ism. Zeitschrift von und für Ungern VI. 1804. 122.)